# WorldBox
WorldBox је sandbox игра коју је 2012. године објавио инди програмер игара Максим Карпенко. Игра дозвољава употребу различитих елемената за стварање, промену и уништавање виртуелних светова.

## Играње
Главна карактеристика игре је могућност стварања светова, користећи боголике алате познате као "Божје моћи" које се налазе у игри. Оне су подељене у неколико група: стварање света, цивилизације, створења, природа и катастрофе, моћи разарања и друге силе. Нека створења су у стању да стварају цивилизације (људи, орци, вилењаци и патуљци). Такве цивилизације могу расти, објавити рат једна другој и трпети побуне. Почевши од верзије 0.14, играчи су такође у могућности да прилагођавају банере и симболе краљевстава, заједно са могућношћу да контролишу особине створења, додајући више садржаја и дубине игри.
Насупрот томе, игра такође дозвољава уништавање светова, од експлозива до природних катастрофа, као што су земљотреси, вулкани и киселе кише. Популације се такође могу смањити непријатељским ентитетима, болестима итд.

## Развој
Карпенко је почео да ради на игрици још 2011. године, а исте године је објавио и први прототип на Флешу. 2012. објавио га је на Newgrounds. Newgrounds верзија је и даље доступна, али се не може играти због престанка подршке за Adobe Flash.
Наставио је да ради на игри неколико година и објавио је на IOS-у у децембру 2018. године, а верзија за Андроид долази почетком фебруара 2019. Наставио је да ради на игрици и објавио је за компјутер у октобру 2019. Стим верзија долази само више од 2 године касније, у децембру 2021.
Почетком марта 2022. изјавио је да ће одложити следеће ажурирање садржаја за игру због руске инвазије на Украјину. Он је објавио следеће ажурирање садржаја (0.14) 2 месеца касније у мају 2022. Ово је било последње велико ажурирање игре од новембра 2022. године, али према његовом Твитеру, он планира да објави следеће ажурирање средином децембра 2022. Ажурирање је касније одложено до 2023.

## Пријем
Од 27. новембра 2022. WorldBox има више од 14 000 рецензија на Стиму, од којих је 94% позитивно, дајући игрици оцену „Веома позитивна“.
Грејем Смит из Rock Paper Shotgun написао је: „Вероватно сам се наситио WorldBox-а после отприлике 4 сата, али била су то срећна четири сата.“
Џозеф Кноп из PC Gamer-а је написао: „Смешно је колико WorldBox дели са великим стратешким играма, упркос томе што играчу не представља крајњи циљ и скоро увек завршава нуклеарном бомбом која убија досаду. Гледање како се границе краљевства растежу, повлаче и изненада нестају голица ми део мозга који заиста воли да га голицају. С обзиром на то да ће WorldBox ускоро постати игра за рани приступ на Стиму, нестрпљив сам да видим који ће други манијакални алати бити додати у кутију за играчке. "

## Скандал плагијата 2020
У новембру 2020, Маким је известио да је лажна компанија позната као Stavrio LTD копирала WorldBox након што је одбио да им дозволи да га купе на DevGAMM конференцији претходне године и покушао да заштити име. Ово је довело до тога да је Максим покушао да натера Гугл Плеј да предузме акцију против компаније покретањем хештега „#saveworldbox“.